# Oparić
Oparić (cyr. Опарић) – wieś w Serbii, w okręgu pomorawskim, w gminie Rekovac. W 2011 roku liczyła 843 mieszkańców.